# Ätsärinsaaret
Ätsärinsaaret eller Oviselänsaaret är en ö i Finland. Den ligger i sjön Porttipahdan tekojärvi och i kommunen Sodankylä i den ekonomiska regionen Norra Lappland och landskapet Lappland, i den norra delen av landet, 900 km norr om huvudstaden Helsingfors. Öns area är 27,3 hektar och dess största längd är 0,8 kilometer i nord-sydlig riktning.  Notera att namnet antyder att det är fråga om flera öar.